# Ernst Wrede
Ernst August Wrede (* 27. Juni 1914 in Bremen; † 25. Februar 2008 in München) war ein deutscher Manager und Verbandsfunktionär.

## Leben
Nach dem Abitur 1932 in Gelsenkirchen studierte Wrede Wirtschaftswissenschaften an der Georg-August-Universität Göttingen und an der Technischen Hochschule München. Er schloss das Studium 1938 als Diplom-Kaufmann ab und wurde 1939 mit der Dissertation Die neuere amerikanische Erfolgsrechnung zum Dr. rer. tech. promoviert. Wrede wurde während seines Studiums 1932 Mitglied der Burschenschaft Brunsviga Göttingen und 1933 der Burschenschaft Danubia München.
1939 trat er in die Firma Friedrich Merk Telefonbau GmbH in München ein. Zwischen 1954 und 1985 war er deren Geschäftsführer, ab 1986 Aufsichtsrat.
Am 1. November 1939 wurde er Mitglied der NSDAP (Mitgliedsnummer 7.269.179).
Wrede war von 1977 bis 1985 Vorstandsvorsitzender der Landesstelle Bayerns des Zentralverbands Elektrotechnik- und Elektronikindustrie e.V. (ZVEI) und Präsident des bayerischen Arbeitgeberverbandes. Er war von 2001 bis 2005 Namensgeber und Finanzier des Dr.-Ernst-Wrede-Stipendiums des Verband der Bayerischen Metall- und Elektro-Industrie (VBM) für den Studierendenaustausch mit den USA mit dem Ziel einer stärkeren internationalen Ausrichtung der Ingenieurausbildung.
Von 1976 bis 1993 war er Mitglied des Bayerischen Senats. Im Senat war er 1980 bis 1993 im Präsidium vertreten. Zuletzt war er 1. Vizepräsident. Als überzeugter Europäer war er Vizepräsident der Europa-Union Bayern.
Wrede war verheiratet und hatte zwei Kinder. Er lebte in Grünwald bei München.

## Ehrungen und Auszeichnungen
- Ehrenvorsitzender des VBM – Verband der Bayerischen Metall- und Elektro-Industrie e. V.
- Ehrenpräsident der Vereinigung der Bayerischen Wirtschaft
- Ehrenmitglied der Bayerischen Metallindustrie
- Bayerischer Verdienstorden
- Großes Bundesverdienstkreuz (1980)
- Großes Bundesverdienstkreuz mit Stern (1984)
- Bayerische Staatsmedaille für soziale Verdienste (1979)